# Fairfield (Ohio)
Fairfield es una ciudad ubicada en el condado de Butler en el estado estadounidense de Ohio. En el Censo de 2010 tenía una población de 42510 habitantes y una densidad poblacional de 779,35 personas por km².

## Geografía
Fairfield se encuentra ubicada en las coordenadas 39°19′53″N 84°32′34″O / 39.33139, -84.54278. Según la Oficina del Censo de los Estados Unidos, Fairfield tiene una superficie total de 54.55 km², de la cual 54.23 km² corresponden a tierra firme y (0.57%) 0.31 km² es agua.

## Demografía
Según el censo de 2010, había 42510 personas residiendo en Fairfield. La densidad de población era de 779,35 hab./km². De los 42510 habitantes, Fairfield estaba compuesto por el 79.01% blancos, el 12.84% eran afroamericanos, el 0.26% eran amerindios, el 2.43% eran asiáticos, el 0.07% eran isleños del Pacífico, el 2.98% eran de otras razas y el 2.42% pertenecían a dos o más razas. Del total de la población el 5.54% eran hispanos o latinos de cualquier raza.